# Divadlo Na zábradlí

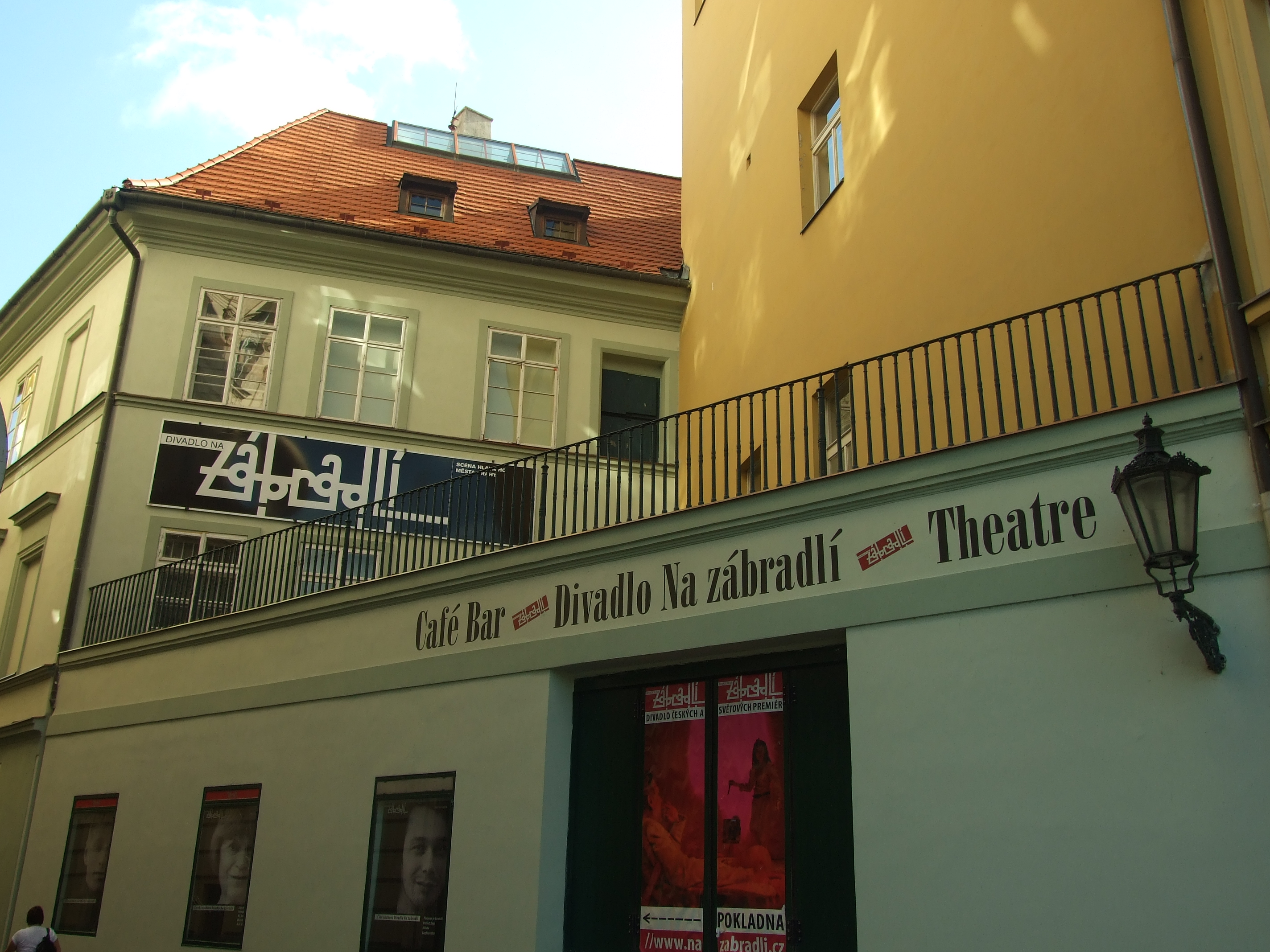
Das Theater am Geländer

Das Divadlo Na zábradlí (deutsch Theater am Geländer) ist ein Theater in Prag (Tschechien) unweit der Karlsbrücke, das zu den bekannten tschechischen Kleinkunstbühnen gezählt wird und unter anderem durch die Mitarbeit des Dramatikers und späteren Präsidenten Václav Havel bekannt wurde.

## Geschichte
Die Gründer waren Helena Philippová, Ivan Vyskočil, Jiří Suchý und Vladimír Vodička. Der Name entstammt einer kleinen Gasse (Na zábradlí, Am Geländer, von einer Stadtbefestigung abgeleitet), die vom Anna-Marktplatz (Anenské náměstí) zum Moldauufer führt. Die erste Vorstellung war am 9. Dezember 1958, es handelte sich dabei um die musikalische Vorstellung Kdyby tisíc klarinetů (Wenn eintausend Klarinetten). Am 3. März 1959 schloss sich den Schauspielern Ladislav Fialka mit seiner Pantomime-Gruppe an. Das Schauspiel und die Pantomime existierten nebeneinander bis zum Tode Josef Fialkas 1991.
Anfang der sechziger Jahre, als der Regisseur Jan Grossman, Szenograf Libor Fára und der für die Kulisse zuständige Dramaturg und Dramatiker Václav Havel hinzustießen, begann im Theater die Entwicklung des tschechischen Absurden Theaters. Zu den damals aufgeführten Stücken gehörten von Havel: Zahradní slavnost, Vyrozumění (Das Gartenfest, Verständigung), von Alfred Jarry: Král Ubu (König Ubu) und von Franz Kafka: Proces (Der Prozess). Das Theater erfuhr Anerkennung auch im Ausland; trotzdem mussten 1968 Jan Grossman und Václav Havel das Theater verlassen. Von 1968 bis 1974 war Jaroslav Gillar künstlerischer Leiter der Schauspielgruppe.
In den siebziger und achtziger Jahren wurde das Theater Zuflucht einiger Filmregisseure der Tschechoslowakischen Neuen Welle, denen die Filmarbeit verweigert wurde. Es war vor allem Evald Schorm, der seit 1976 einige berühmte Inszenierungen realisierte (William Shakespeare: Hamlet und Macbeth; Fjodor Michailowitsch Dostojewski: Die Brüder Karamasow; Claude Confortès: Marathon).
1989 kehrte Jan Grossman zunächst als Regisseur und später als Direktor in das Theater zurück. Nach seinem Tode 1993 übernahmen die Direktorin Doubravka Svobodová und der künstlerische Leiter Petr Lébl die Führung des Schauspielhauses. Lébl war seinerzeit einer der talentiertesten Regisseure der selbständigen Imagination, der mit den seinen Interpretationen provozierte (Jean Genet: Služky (Die Dienerinnen); Ladislav Stroupežnický: Naši furianti (Unsere Stutzer), Nikolaj Gogol: Der Revisor, Anton Pawlowitsch Tschechow: Die Möwe, Ivanov, Onkel Wanja). Nach seinem Tod 1999 führte die neue künstlerische Leitung unter dem Regisseur J. A. Pitínský und dem Schauspieler, Regisseur Jiří Ornest und der Dramaturgin Ivana Slámová die unorthodoxe Linie des zeitgenössischen Theaters weiter. Aufgeführt wurden Thomas Bernhard: Ritter, Dene, Voss; Friedrich Schiller: Kabale und Liebe; David Harrower: Nože ve slepicích (Originaltitel: Knives in Hens). 2003 folgte dem Triumvirat die künstlerische Leiterin Ivana Slámová und der Regisseur und Dramatiker Jiří Pokorný. Zum Repertoire gehörten Jean-Claude Carrière: Die Terrasse; George Tabori: Die Ballade vom Wienerschnitzel; Gabriela Preissová: Gazdina roba.